# Фінансовий результат
Фінансовий результат — це приріст (чи зменшення) вартості власного капіталу підприємства, що утворюється в процесі його підприємницької діяльності за звітний період.
Основним фінансовим результатом діяльності підприємства є прибуток, збільшення якого означає примноження фінансових ресурсів та зростання фінансових результатів.
Збиток підприємства означає втрату фінансових ресурсів підприємств, якщо збитки мають регулярний характер, то врешті-решт будуть витрачені всі фінансові ресурси й підприємство збанкрутує.
Тобто фінансовим результатом діяльності підприємства може бути прибуток або збиток.